# Batis occulta
El batis oculto (Batis occulta) es una especie de ave paseriforme de la familia Platysteiridae propia de África Occidental y Central. Anteriormente era considerada una subespecie del Batis poensis.

## Distribución y hábitat
Se lo encuentra en Camerún, República Centroafricana, República del Congo, Costa de Marfil, Guinea Ecuatorial, Gabón, Ghana, Liberia, Nigeria, y Sierra Leona.
Su hábitat natural son los bosques bajos húmedos subtropicales o tropicales.